# یواس‌اس مگنیت (اس‌پی-۵۶۳)
یواس‌اس مگنیت (اس‌پی-۵۶۳) (به انگلیسی: USS Magnet (SP-563)) یک کشتی بود که طول آن ۹۵ فوت ۳ اینچ (۲۹٫۰۳ متر) بود. این کشتی در سال ۱۹۱۰ ساخته شد.